# Gabriele Tagliaventi
Gabriele Tagliaventi (1960 à Bologne en Italie - ) est un architecte italien considéré comme l'une des principales figures du Mouvement pour la Renaissance Urbaine Européenne - European Urban Renaissance - et du Nouvel Urbanisme - New Urbanism.

## Biographie
Professeur d'architecture à l'université de Ferrare, Gabriele Tagliaventi est directeur de la revue internationale A&C International et auteur de nombreux livres sur l'architecture et l'urbanisme parmi lesquels :
- A Vision of Europe (avec Liam O'Connor), Alinea, Florence 1992 ;
- Renaissance Urbaine, Grafis, Bologne 1996 ;
- L'Autre Modernité, Dogma, Savona 2000 ;
- New Civic Architecture. The Ecological Alternative to Sub-Urbanization, Alinea, Florence 2004 ;

toutes avec la préface de Son Altesse Royale le Prince de Galles.
Coordinateur en 1993-95 du programme Medium-Size Cities de la Commission Européenne, il a organisé plusieurs expositions internationales d'architecture et d'urbanisme à la Fondation pour l'Architecture de Bruxelles, à Bilbao, Lisbonne, Londres, Berlin, Bologne, Istanbul, Oslo, Washington D.C. et Strasbourg.

## Prix et Concours Internationaux d'Architecture
Il a remporté de nombreux concours internationaux d'architecture à Bruxelles, Varsovie, Londres, Berlin, etc. :
- le Concours International pour la Reconstruction de la Rue de Laeken à Bruxelles, 1989 ;
- une de 5 prix ex-aequo dans le Concours International pour la Reconstruction du Centre de Varsovie, 1992 ;
- le Concours International pour la Reconstruction de Marsham Street à Londres, 1996 ;
- le Concours International sur invitation organisé par Fundus Group pour le Quartier am Tacheles à Berlin, 2000 ;
- plusieurs concours sur invitation organisés par Euro-Disney dans les villes de Serris, Bailly-Romainvilliers, Magny-le-Hongre en Ile-de-France, 2005-2010.

Désigné consultant pour l'architecture du Président de la République du Kazakhstan en 2007, il a obtenu le Prix du Congress for the New Urbanism 2003 (CNU Charter Awards) pour le Quartier am Tacheles à Berlin, avec le Masterplan de Andrés Duany & Elizabeth Plater-Zyberk (DPZ).
En 1996, il a été inclus dans L'Histoire de l'Architecture Occidentale de David Watkin (Barnes & Noble, New York, 1996).